# Tom Pohlmann
Tom Pohlmann (* 20. Januar 1962 als Thomas Pohlmann in Altenburg) ist ein deutscher Schriftsteller, der als Lyriker, Essayist und Herausgeber hervorgetreten ist.

## Leben und Wirken

### Werdegang (1962–2006)
Tom Pohlmann wurde 1962 in Altenburg in Thüringen geboren. Er wuchs auf in Meuselwitz. Von 1968 bis 1978 besuchte er dort die Polytechnische Oberschule, in den ersten Schuljahren in einem Gebäudekomplex, der 1926 in Anlehnung an das Bauhaus und die Neue Sachlichkeit entstand. Zwischen 1978 und 1981 absolvierte er eine Ausbildung mit Abitur zum Maschinen- und Anlagenmonteur. Nach Ableistung des Grundwehrdiensts bei der Nationalen Volksarmee (NVA) in Halle/Saale studierte er ab 1983 Deutsch und Geschichte an der Pädagogischen Hochschule Leipzig. Das Studium musste er 1987 ohne Abschluss beenden. Die Exmatrikulation erfolgte aus politischen Gründen. Die darauffolgende berufliche Benachteiligung wurde nach dem 2. SED-Unrechtsbereinigungsgesetz 1997 für rechtstaatswidrig erklärt.
Zwischen 1987 und 1992 verdiente er seinen Lebensunterhalt u. a. als Transportarbeiter, Briefträger, Hausmeister und Heizer. 1992 bis 1993 durchlief er eine Ausbildung zum Mediengestalter (Medienpraktiker für den audiovisuellen Bereich) beim unabhängigen Leipziger Fernsehsender Kanal X und war danach als Editor (Cutter) in einem Filmstudio in Bad Suderode (Harz) tätig. Von 1995 bis 1998 absolvierte er einen Studiengang am Deutschen Literaturinstitut (DLL) der Universität Leipzig. 1999 arbeitete er als Redakteur und Fotograf in Leipzig, 2001 wirkte er beim Aufbau eines Museums mit. Zwischen 2002 und 2006 hielt er sich studienhalber in Paris, Hamburg und Kopenhagen auf.

### Realisierung (1994–2020)
Seit 1994 veröffentlicht Tom Pohlmann literarische Texte; zunächst Gedichte, später ebenfalls Essays und poetische Prosa. Das Debüt Solo Bei Volxmond erschien 1996 im Rospo Verlag für Lyrik und Kunst in Hamburg. Das Buch versammelte die während der Wendezeit entstandenen Gedichte, in denen der Autor Arbeitsweisen der klassischen Avantgarden mit den Möglichkeiten der Videoclipästhetik kombinierte.
Sein Ansatz ist seither interdisziplinär geblieben. Die Texte schließen das Erkunden von Worten und Wortbedeutungen häufig mit ein. Zu seinem Œuvre zählen experimentelle Kurzfilme, Reportagen, fotografische Arbeiten und Fotoessays. Er betreute literarische Projekte als Herausgeber und Buchgestalter. Daneben übersetzt er aus dem Englischen und aus dem Polnischen, u. a. den Lyriker Zbigniew Dmitroca.
1997 erhielt er ein Stipendium des Literaturförderungs-Programms der Stiftung Niedersachsen. 1999 (für den Herbst 2000) wurde ihm das vom Deutschen Literaturfonds verliehene New-York-Stipendium des Kranichsteiner Literaturpreises zum Aufenthalt im „Deutschen Haus“ der New York University zugesprochen.
2008 erschien mit Die Geschwindigkeit der Formeln die zweite größere Auswahl mit eigenen Texten des Autors. Pohlmann zieht Arbeiten zu einem Buch zusammen, die über einen längeren Zeitraum hinweg entstanden sind und diese Etappe aus der subjektiven Erfahrung heraus abbilden. Im Resultat tritt der spontane Entwurf in den Hintergrund, die Texte werden anhand ihrer thematischen Gegebenheiten und Bindungen entwickelt und durchgearbeitet. Die Zusammenstellung beinhaltete Gedichte und Prosagedichte aus den Sammlungen Perspektiven und Konvexionen/Beam Machine (1990–1996), Salto & Salz (1992–1997) und Grand Ouvert (1986–1995). Beigestellt waren dem Band, der seinem Charakter nach als Lesebuch konzipiert wurde, im Mittelteil vier Essays, die den Zeitraum der Textentstehung autobiografisch umreißen.
Im Essay Die polyzentrische Stadt (2016) reflektierte Pohlmann die Kurskorrekturen nach seinem Aufenthalt in New York. Der Wandel zum Großstadtlyriker war zu dieser Zeit bereits vollzogen. Eine kleinere Auswahl mit Lyrik kündigte 2018 die Veröffentlichung des Gedichtbands Metropolitan Transfer (2020) an. Das Buch fasst drei bis dahin unveröffentlichte Gedichtsammlungen (Guthaben, 2010; Bildschirm Schoner, 2013; Regenpfeifer, 2016) zusammen zu einer Publikation.
Tom Pohlmann ist Mitglied des Verbandes Deutscher Schriftsteller und der Wolfgang-Hilbig-Gesellschaft. Er lebt heute in Leipzig.

## Werke

### Einzeltitel
- Solo bei Volxmond. Gedichte. Rospo Verlag, Hamburg 1996, ISBN 3-930325-08-X.
- Die Geschwindigkeit der Formeln. Gedichte und Prosa. Plöttner Verlag, Leipzig 2008, ISBN 978-3-938442-51-7.
- Metropolitan Transfer. Gedichte. Notschriften-Verlag, Radebeul 2020, ISBN 978-3-945481-94-3.
- Schaltjahr. Millennium. Reportagen. Notschriften-Verlag, Radebeul 2021, ISBN 978-3-948935-16-0.
- Prinzhorn im Kontext. Essays zur Outsider Art. Notschriften-Verlag, Radebeul 2021, ISBN 978-3-948935-17-7.[18]

### Essay
- Die polyzentrische Stadt. In: Thomas Geiger, Norbert Miller, Joachim Sartorius (Hrsg.): Sprache im Technischen Zeitalter. Heft 221, Böhlau Verlag, Wien/ Köln/ Weimar 2017, ISBN 978-3-412-50776-3.
- Mikroklima, Mikroflora, Mikrofauna. Über den Makrokosmos der Freilichtbibliotheken. Auskunft über das Gedicht Außerhalb der exzentrischen Landschaft. In: Jürgen Brocan, Jan Kuhlbrodt (Hrsg.): Umkreisungen. poetenladen verlag, Leipzig 2010, ISBN 978-3-940691-11-8.
- Entgrenzungen. Oszillationen. Statement. In: Lyrikkonferenz, Literaturplattform Poetenladen, 9. Juli 2009
- Die Beschreibung einer Landkarte als alphabetischen Körper mit Seezunge aus dem Unteren Oligozän. In: Tom Pohlmann, Steffen Birnbaum (Hrsg.): Beim Verlassen des Untergrunds. Anthologie. Plöttner Verlag, Leipzig 2008, ISBN 978-3-938442-37-1, S. 40–46.
- Land Niemandslied. Arbeitsnotizen 1 und 3 (Entstehung des experimentellen Kurzfilms Land Niemandsland. Land Niemandslied). In: Beim Verlassen des Untergrunds. Anthologie. Plöttner Verlag, Leipzig 2008, ISBN 978-3-938442-37-1, S. 87–94.
- Andere haben nicht gebellt, ich habe nicht gebissen. Abschied von einem Generationsmotiv. In: Beim Verlassen des Untergrunds. Anthologie. Plöttner Verlag, Leipzig 2008, ISBN 978-3-938442-37-1, S. 251–257.
- License to kill. Der Schreitbagger. Notizen zu einem Gedicht von Georg Maurer. In: Bleib ich, was ich bin? Teufelswort Gotteswort. Gerhard Wolf Janus Press, Berlin 1999, ISBN 3-928942-54-9.

### Übertragungen (Auswahl)
- Zbigniew Dmitroca: November. Nachdichtung: Tom Pohlmann. In: Peter Gehrisch, Dieter Krause (Hrsg.): Es ist Zeit, wechsle die Kleider! Stimmen aus Polen. Ostragehege, Zeitschrift für Literatur und Kunst, Sonderheft, Literarische Arena e.V., Verlag C. Hille, Dresden 1998, ISSN 0947-1286.
- Zbigniew Dmitroca: Und so lebe ich hier: In der Pause. Gedichte. Nachdichtungen: Tom Pohlmann. Reihe Stechapfel, Ausgabe 35, Literaturbüro Leipzig e.V., Leipzig 1997.
- Kurt Cobain: Diene den Dienern. Songtexte. Reihe Stechapfel, Ausgabe 31, Literaturbüro Leipzig e.V., Leipzig 1996.

## Herausgeberschaft
- mit Steffen Birnbaum: Beim Verlassen des Untergrunds. Anthologie. Plöttner Verlag, Leipzig 2008, ISBN 978-3-938442-37-1.
- Shanghai Drenger: Der Insasse. Kurzgeschichten. Plöttner Verlag, Leipzig 2009, ISBN 978-3-938442-71-5.
- Jens Paul Wollenberg, Uta Pilling: Sag niemals Tango. Gedichte und Chansons. Reihe Stechapfel, Ausgabe 37, Literaturbüro Leipzig e.V., 1997.
- Tobias Hülswitt: Der Wind nimmt mir den Rauch vom Mund. Gedichte. Reihe Stechapfel, Ausgabe 36, Literaturbüro Leipzig e.V., 1997.
- Zbigniew Dmitroca: Und so lebe ich hier: In der Pause. Gedichte. Reihe Stechapfel, Ausgabe 35, Literaturbüro Leipzig e.V., Leipzig 1997.
- Christian Heckel (Radjo Monk): Paradieswurzel. Gedichte. Reihe Stechapfel, Ausgabe 34, Literaturbüro Leipzig e.V., 1997.
- Wolfgang Zander: Neulich in Polynesien. Gedichte. Reihe Stechapfel, Ausgabe 33, Literaturbüro Leipzig e.V., 1996.
- Beatrix Haustein: Engel in Öl. Gedichte. Reihe Stechapfel, Ausgabe 32, Literaturbüro Leipzig e.V., 1996.

## Beiträge in Anthologien (Auswahl)
- Róža Domašcyna, Axel Helbig (Hrsg.): Weltbetrachter. Gedichte. poetenladen verlag, Leipzig 2020, ISBN 978-3-948305-07-9.
- Jörg Schieke, Kathrin Jira (Hrsg.): Doppelte Lebensführung. Prosa. poetenladen verlag, Leipzig 2020, ISBN 978-3-948305-03-1.
- Axel Kutsch (Hrsg.): Versnetze. Deutschsprachige Lyrik der Gegenwart. Verlag Ralf Liebe, Weilerswist (2009–2011, 2016–2019, 2021)
- Volker Hanisch (Hrsg.): Sonderheft Wolfgang Hilbig. (= Poesiealbum). Märkischer Verlag, Wilhelmshorst 2016, ISBN 978-3-931329-54-9.
- Michael Braun, Michael Buselmeier (Hrsg.): Der gelbe Akrobat. 100 deutsche Gedichte der Gegenwart, kommentiert. poetenladen verlag, Leipzig 2009, ISBN 978-3-940691-08-8.
- Hugo Dittberner, Linda Anne Engelhardt, Andrea Ehlert (Hrsg.): Kunst ist Übertreibung. Wolfenbütteler Lehrstücke zum Zweiten Buch. Wallstein Verlag, Göttingen 2003, ISBN 3-89244-654-7.
- Michael Braun, Hans Thill (Hrsg.): Das verlorene Alphabet. Gedichte. Verlag Das Wunderhorn, Heidelberg 1998, ISBN 3-88423-139-1.
- Axel Kutsch (Hrsg.): Orte. Ansichten. Gedichte. Landpresse Verlag, Weilerswist 1997, ISBN 3-930137-62-3.
- Freies Gehege. Almanach. Thom Verlag, Leipzig 1994, ISBN 3-930383-00-4.

## Filme in Eigenregie (Auswahl)
- Echo Park. Experimenteller Kurzfilm. Regie, Drehbuch, Schnitt, Samples: Tom Pohlmann. Kamera: Markus Geng, Tom Pohlmann. Medienstudio Harz, Bad Suderode, UA 1995.
- Schaf. Experimenteller Kurzfilm. Darsteller: Tom Pohlmann, Markus Geng. Regie, Drehbuch, Schnitt: Tom Pohlmann. Kamera: Markus Geng, Tom Pohlmann. Samples: Tom Pohlmann, Markus Geng. Medienstudio Harz, Bad Suderode, UA 1995.
- Land Niemandsland. Land Niemandslied. Experimenteller Kurzfilm. Regie, Drehbuch, Schnitt: Tom Pohlmann. Kamera: Markus Geng, Tom Pohlmann, Steffen Balmer. Kanal X, UA Leipzig, 1993.[19]

## Ausstellung, Ausstellungsbeteiligung (Auswahl)
- Hommage für Mondrian (Fotografie aus dem gleichnamigen Fotoessay). Ausstellungsbeteiligung, Aufnahme in den Ausstellungskatalog zum Thema Farbenherbst und Begegnung, campus naturalis, Leipzig 2015, Seite 70.
- Das Geschehen außerhalb des Bildes. Fotografieren in New York. Einzelausstellung fotografischer Arbeiten, in Zusammenarbeit mit dem Mobilen Büro für Erdangelegenheiten Leipzig e.V., Kanal 28, Leipzig, 2002; in Zusammenarbeit mit der Wir-AG, Dresden, 2004.

## Würdigung
- 1994 Arbeitsstipendium des Sächsischen Staatsministeriums für Wissenschaft und Kunst
- 1995 Teilnahme am Deutsch-Polnischen Poesiefestival in Leipzig
- 1997 Teilnahme am Deutsch-Polnischen Poesiefestival in Lublin
- 1997 Stipendiat im Autoren-Förderungsprogramm der Stiftung Niedersachsen[20][21]
- 1998 Literaturwettbewerb der Zeitschrift Ort der Augen, 3. Preis[22]
- 2000 Aufenthaltsstipendium als writer in residence am Deutschen Haus der New York University, verliehen vom Deutschen Literaturfonds e.V.[23][24]